# الاتحاد لتنمية جزر القمر
الاتحاد لتنمية جزر القمر (بالفرنسية: Union pour le Développement des Comores)‏ هو تحالف سياسي في جزر القمر. رئيس الحزب هو محمد حليفة. 

## التاريخ
تم تأسيس الحزب في فبراير 2013 كتحالف للأحزاب التي دعمت الرئيس إكليل ضنين.  أطلق عليه في البداية اسم التجمع من أجل الديمقراطية في جزر القمر، ولكن تم تغيير اسمه لاحقًا إلى الاتحاد من أجل تنمية جزر القمر. 
في الانتخابات البرلمانية لعام 2015، برز كأكبر حزب، حيث فاز بثمانية من أصل 24 مقعدًا منتخبًا بشكل مباشر. 